# Piranhas (ort)
Piranhas är en ort i Brasilien.   Den ligger i kommunen Piranhas och delstaten Goiás, i den centrala delen av landet, 400 km väster om huvudstaden Brasília. Piranhas ligger 366 meter över havet och antalet invånare är 9 886.
Terrängen runt Piranhas är platt åt nordost, men åt sydväst är den kuperad. Runt Piranhas är det mycket glesbefolkat, med 5 invånare per kvadratkilometer.. Det finns inga andra samhällen i närheten.
Omgivningarna runt Piranhas är huvudsakligen savann.